# Kassala (bang)
Kassala (tiếng Ả Rập: كسلا) là một trong 18 wilayat (bang) của Sudan. Nó có diện tích 36.710 km2 và dân số ước tính khoảng 1.400.000 (năm 2000). Kassala là thủ phủ của bang. Các đô thị khác bao gồm Aroma, Hamashkoraib, Halfa el Jadida, Khashm el Girba và Telkuk.
Năm 2016, bang Kassala bị thiếu lượng bánh mì và nước cần thiết cho cuộc sống của người dân.